# Change of Space
Change of Space is een studioalbum van de Zwitserse toetsenvirtuoos Patrick Moraz. Moraz staat bekend vanwege zijn mogelijkheid complexe muziek uit te voeren als of het niets voorstelt; denk daarbij met name aan de twee muziekalbums die hij maakte met Bill Bruford en natuurlijk yesalbum Relayer. Op Change of Space speelt Moraz samen met allerlei musici. Het album is mede opgedragen aan twee inmiddels overleden slagwerkers: Mark Craney (1962-2005) en Brian Davison (1943-2008) van zowel The Nice als van Refugee.

## Musici
- Patrick Moraz – toetsinstrumenten (92 stuks als vermeld op de hoes)
- Jill Meschke – aanvullende toetsen
- Don Adey, Alex Lightwood (ex-Santana) – zang
- Bunny Brunel – basgitaar, zang
- Kazami Watanabe – gitaar
- Nicol Mezerova – ritmegitaar
- Alex Acuna (ex-Weather Report) – percussie
- John Wackerman – slagwerk
- koortje voor achtergrondzang

## Composities
Muziek van Moraz, teksten van Adley en Lightwood:
1. Peace in Africa (4;54)
2. Change of time (8:19)
3. Sonique Prinz Suite
  1. Deel een (2:17)
  2. Deel twee (2:39)
  3. Deel drie (5;25)
4. One day in june (7:29)
5. Cum spiritu (4:53)
6. The power of emotion (6:02)
7. Stellar rivers ans streams of lucid (12:09)
  1. vier delen
8. Alien spaces (5:53)